# Nunc dimittis

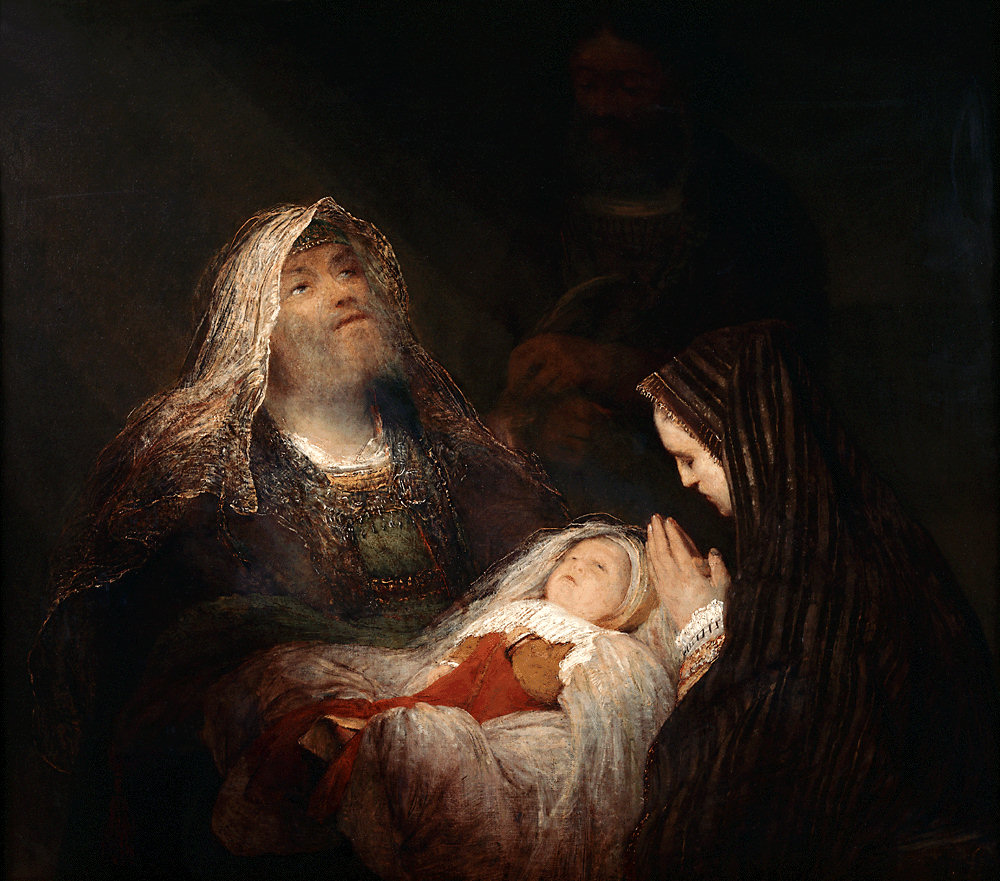
LHimne de Simeon d'Aert de Gelder, cap a 1700-1710

El Nunc dimittis (/nʊŋk dɪˈmɪtɪs/) o Càntic de Simeó és un càntic basat en el text bíblic del segon capítol de l'Evangeli segons Lluc del qual pren el seu nom de les seves paraules del text en llatí: Nunc dimittis servum tuum.. ("Ara, Senyor, deixa que el teu servent se'n vagi en pau..."［Lluc 2:29–32:4］).
Simeó era un jueu devot que, segons l’evangeli de sant Lluc, l'Esperit Sant li havia promès que no moriria fins que hagués vist el Salvador. Quan Maria i Josep varen portar el Nen Jesús al Temple de Jerusalem per a la cerimònia de la Presentació, Simeó era allà, i va agafar Jesús als seus braços mentre pronunciava les paraules del nunc dimittis.

## Versions

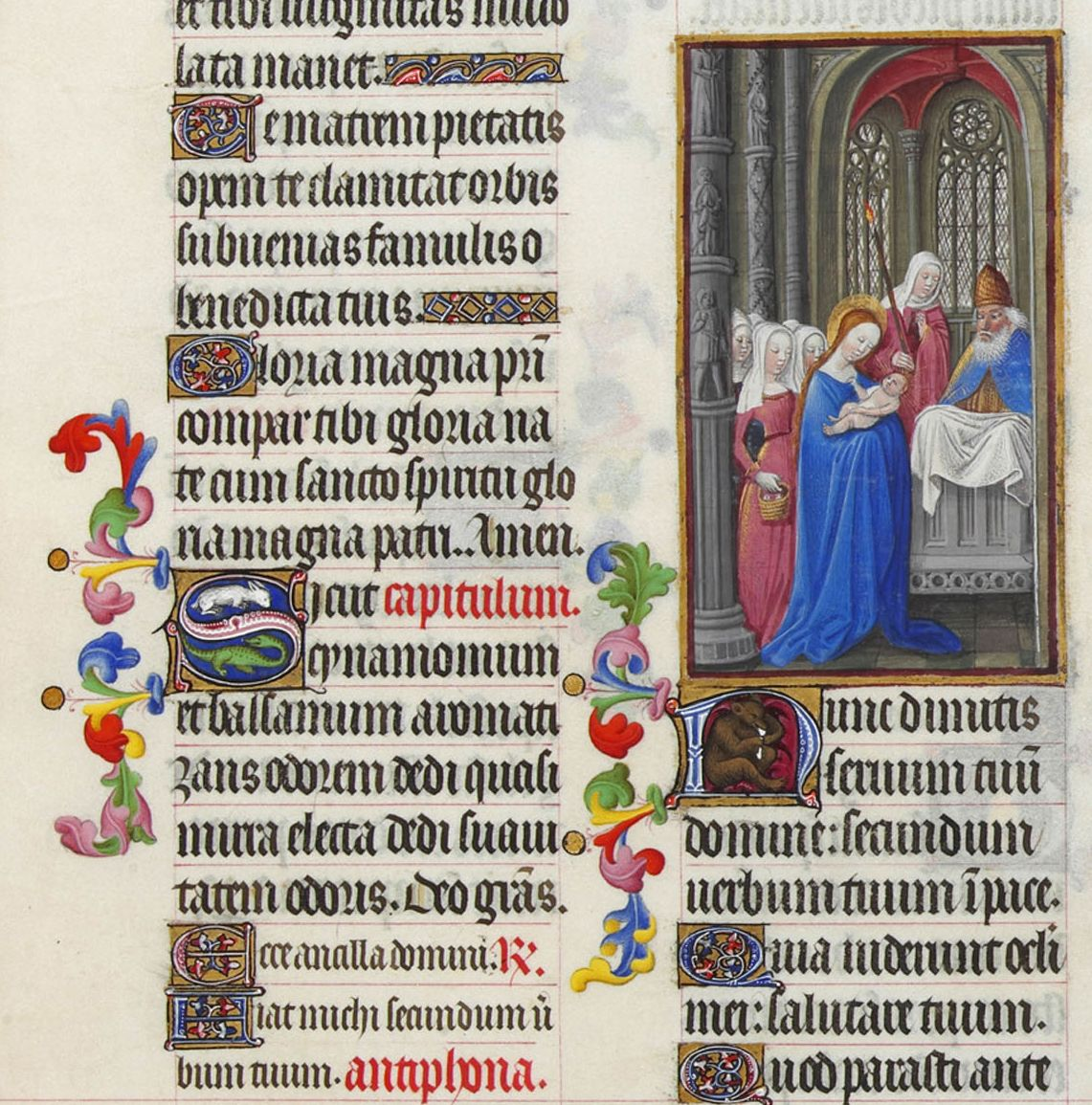
El començament del Nunc dimittis a Les molt riques hores del Duc de Berry

Grec original en grec (novum Testamentum Graece):
νῦν ἀπολύεις τὸν δοῦλόν σου, δέσποτα, κατὰ τὸ ῥῆμά σου ἐν εἰρήνῃ·
ὅτι εἶδον οἱ ὀφθαλμοί μου τὸ σωτήριόν σου,
ὃ ἡτοίμασας κατὰ πρόσωπον πάντων τῶν λαῶν,
φῶς εἰς αποκάλυψιν ἐθνῶν καὶ δόξαν λαοῦ σου Ἰσραήλ.
Llatí (vulgata):
Nunc dimittis servum tuum, Domine, secundum verbum tuum in pace:
Quia viderunt oculi mei salutare tuum
Quod parasti ante faciem omnium populorum:
Lumen ad revelationem gentium, et gloriam plebis tuae Israel.
Català:
Ara, Senyor, deixa que el teu servent
se'n vagi en pau, com li havies promès.
Els meus ulls han vist el Salvador,
que preparaves per presentar-lo a tots els pobles:
llum que es reveli a les nacions, glòria d'Israel, el teu poble.

## Escenes Litúrgiques i musicals

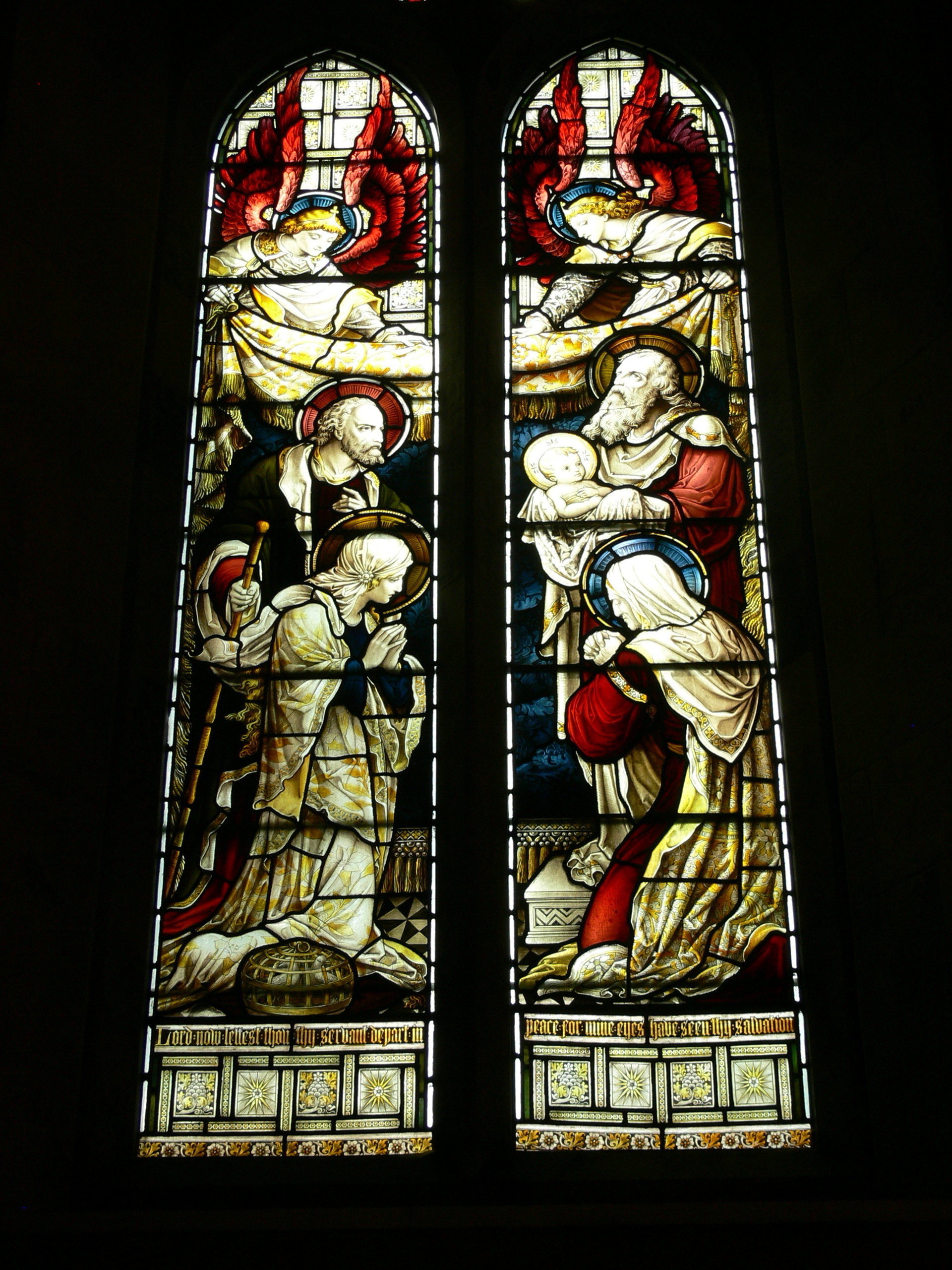
Vitrall a l'Església anglicana d'Alban a Copenhaguen, Dinamarca, que descriu l'escena del "Nunc dimittis"

El Nunc dimittis és el càntic evangèlic tradicional per l'Oració de la Nit (completes), com el Benedictus i Magníficat són els càntics evangèlics tradicionals de l'Oració de Matí i l'Oració de Vespre respectivament.
A les esglésies luteranes, el Nunc Dimittis es pot cantar després de la recepció de l'Eucaristia.

## Citacions literàries
- Novel·la anònima, Curial e Güelfa, final
- Novel·la de T. H. White The Once and Future King
- Poema de Eliot Una Cançó per a Simeó
- Karel Čapek interpreta R.U.R.
- Walter M. Miller Un Càntic per a Leibowitz
- Novel·la de John le Carré Un Assassinat de Qualitat
- Novel·la de John le Carré Calderer, sastre, soldat, espia
- Novel·la de H. W. Brands L'estranya mort del Liberalisme Americà